# 見島ジーコンボ古墳群
見島ジーコンボ古墳群（みしまジーコンボこふんぐん）は、山口県萩市見島字片尻に所在する200基にのぼる積石塚の群集墳である。1984年（昭和59年）7月25日に、国の史跡に指定された。

## 概要
見島は、萩市の北北西約45キロメートル沖合の日本海に浮かぶ離島である。本古墳群はこの島の東南部海岸の礫浜上に築造されている。礫浜は東西に延び、それに沿うように長さ300メートル、幅50～100メートルの範囲に約200基が存在する。これらすべての古墳が礫浜の自然石を積み上げた積石塚である。発掘調査された古墳数は全体の約1割である。
築造時期は副葬品に貞観永宝が含まれることから、9世紀後半のものと推定されている。

## 埋葬施設
短い羨道部をもつ横穴式石室と広く浅い箱式石棺様の埋葬施設をもつ。

## 被葬者
同時代の島内の集落規模から考えて、被葬者たちを島人とするのは無理がある。
積石塚と副葬品の組み合わせが岩手県に多数存在する蝦夷塚と共通する事と、副葬品の帯具の特徴から、発掘調査された56号墳の被葬者は長門国に移配されてきた俘囚集団の長であったと考えられる。副葬品はこの首長が七、八位の位を持つ有位者であることを示しており、見島の俘囚集団は国司の庇護の元に自治的に統率されていたと考えられる。

## 副葬品・出土品
副葬品は、鉄鏃、鉄刀などの武器が多い。西日本ではあまり見られない蕨手刀、鉄鎌、刀子などの鉄製品、石銙（せっか）、銅銙、金銅製釵子（さし）、金銅製鈴、銅鋺、銅匙（どうさじ）、ガラス小玉、貝釧（かいくしろ）、勾玉、金環等装身具、緑秞（りょくゆう）陶器、銭貨（和同開珎、貞観永宝）など。